# Неохалкидонизм

Христологические споры V—VI веков

Неохалкидони́зм — направление в христианском богословии V—VI веков, стремившееся к примирению сторонников Халкидонского собора с нехалкидонским христианством на основе компромисса догматического определения Халкидонского собора с богословием Кирилла Александрийского. В научный оборот данный термин был введён в XX веке бельгийским патрологом Жозефом Лебоном. Целью неохалкидонизма было установление точек соприкосновения с представителями нехалкидонского христианства для дальнейшего объединения. Возникновение неохалкидонизма в первой четверти VI века исследователи связывают с деятельностью монаха Нифалия и полемиста Иоанна Кесарийского.
Поддержку неохалкидонской богословской мысли оказывал император Византии Юстиниан I (527—565). В 551 году император издал «Исповедание веры» (греч. ὁμολογία πίστεως, лат. Confessio rectae fidei), которое внесло терминологическую ясность в употребление христологических терминов: ипостась (др.-греч. ὑπό-στᾰσις), природа (др.-греч. φύσις), сущность (др.-греч. οὐσία) и лицо (др.-греч. πρόσωπον). Фактически идеи неохалкидонизма восторжествовали в «Исповедании веры» императора Юстиниана I (551), на Пятом Вселенском соборе (553) и стали главным направлением в халкидонской христологии VI—VII веков. Однако развитие неохалкидонизма объединению с нехалкидонитами не способствовало.

## Термин
Термин «неохалкидонизм» был впервые употреблён в 1909 году в монографии Le monophysisme sévérien о христологии Севира Антиохийского бельгийским католическим учёным Жозефом Лебоном (1879—1957). Под неохалкидонизмом Лебон подразумевал движение среди халкидонитов, которое на основе систематического анализа христологии Кирилла Александрийского пыталось обосновать учение о двух природах Иисуса Христа. В патрологии неохалкидонизм также именуют «кирилловым халкидонизмом».

## Исторический очерк
Халкидонский собор 451 года вызвал христологические споры и его неприятие в Сирии, Египте и Армении. При этом среди сторонников собора существовало два направления: строгие дифизиты, отвергавшие компромиссы с нехалкидонитами, и сторонники диалога с противниками Халкидонского собора. Первую группу представляли ярые приверженцы Халкидона, которые на основе антиохийского богословия отстаивали исключительность формулы «в двух природах». Вторая группа принимала в христологии и другие формулировки, в том числе формулы Кирилла Александрийского. Ко второму направлению сторонников Халкидонского собора относились Иоанн Грамматик Кесарийский, скифские монахи, император Византийской империи Юстиниан I (527—565) и другие богословы.
В 482 году император Зенон с согласия константинопольского патриарха Акакия опубликовал формулу компромисса — Энотикон, призванный примирить нехалкидонитов с Византийской церковью. Александрийский патриарх-нехалкидонит Пётр III Монг, принявший компромисс с халкидонитами, столкнулся с широкой оппозицией Энотикону в среде монашества. Под давлением части своей церкви, настроенной против Энотикона, Пётр Монг был вынужден анафематствовать Халкидонский собор, а инициатива примирения с нехалкидонитами привела к расколу (484—519) Византийской церкви с Римской церковью и в конечном итоге не увенчалась успехом.
В конце V века в Александрии сторонником (или группой сторонников) Халкидонского собора был составлен флорилегий (сборник цитат) с 244 отрывками из работ святителя Кирилла Александрийского, имеющими дифизитское содержание, доставленный около 482 года в Рим, папе римскому Симплицию. Целью данного сборника было желание показать нехалкидонитам, опирающимся на христологию Кирилла Александрийского, что последний не был противником учения о двух природах, а сам фактически являлся «предтечей Халкидона». В конце V века египетский монах-антихалкидонит Нифалий, сторонник Энотикона, признал Халкидонский собор и попытался гармонизировать дифизитскую халкидонскую христологию с богословским языком единой природы. Рассматривая христологические формулы сторон: «из двух природ» (греч. ἐκ δύο φύσεων, нехалкидонская) и «в двух природах» (греч. ἐν δύο φύσεσιν, халкидонская), он вывел собственный вариант христологической формулы: «в двух соединённых природах» (греч. ἐν δύο φύσεσιν νωθεῖσιν). Фактически Нифалий являлся первым представителем неохалкидонской богословской мысли, которая пыталась примирить сторонников и противников Халкидонского собора. По мнению исследователей, вслед за Нифалием идеи неохалкидонизма отстаивал византийский богослов начала VI века Иоанн Кесарийский. В своём главном творении «Апология Халкидонского собора» Иоанн пытался найти компромисс между Халкидонским оросом и христологией Кирилла Александрийского. Таким образом, и Нифалий, и Иоанн Грамматик Кесарийский считали, что могут восстановить единство, предложив одновременное использование и александрийской формулы о единой природе, и халкидонской формулы о двух природах. Первую они считали необходимой для противостояния несторианству, а вторая использовалась для отвержения евтихианства.
После вступления в 527 году на императорский престол Юстиниана I в Византии наметилось смягчение политики в отношении антихалкидонитов. В 532 году в Константинополе, во дворце Гормизда, состоялись богословские собеседования халкидонитов и последователей Севира Антиохийского. В ходе диалога сторонники миафизитской христологии обвинили Халкидонский собор в несторианстве, поскольку на нём были приняты в церковное общение последователи Нестория Феодорит Кирский и Ива Эдесский. Около 544 года, с целью снять обвинения в криптонесторианстве с халкидонитов, Юстиниан издал эдикт с осуждением «трёх глав». Под термином «три главы» подразумевались: все сочинения антиохийского богослова Феодора Мопсуестийского, сочинения Феодорита Кирского, в которых он критикует христологию Кирилла Александрийского, теопасхитские идеи и послание Ивы Эдесского, в котором он представляет примирение 433 года как капитуляцию александрийской христологии.
В 553 году Второй Константинопольский (Пятый Вселенский) собор осудил «три главы». Отцы собора подтвердили халкидонскую формулу («Христос в двух природах»), но вместе с тем признали законность формулы Кирилла Александрийского «единая воплощённая природа Бога Слова» и различение природ во Христе «на словах и в мыслях, а не в конкретном смысле». Однако примирительные инициативы собора и императора Юстиниана не привели к примирению между сторонниками монофизитской и дифизитской христологий.

## Богословские аспекты
Стороны христологических споров, принимая аристотелевский метафизический принцип «нет природы без ипостаси», сталкивались с дилеммой: признать две природы и две ипостаси во Христе или, настаивая на одной ипостаси, говорить и об одной природе Спасителя. Следуя этому принципу, несторианская христология настаивала на формуле «две природы — две ипостаси», а монофизитская утверждала одну природу и одну ипостась во Христе. Апологеты православной христологии, авторы «Леонтьевского корпуса» предложили выход из данного затруднения с помощью концепции «воипостасного». В соответствии с этой концепцией человеческая природа существует во второй ипостаси Пресвятой Троицы. По мнению Ж. Лебона, неохалкидонизм не изменил учение Халкидонского собора, но с помощью философии Аристотеля предложил «научное» учение о Воплощении.
Богословские идеи неохалкидонизма были выражены в «Исповедании веры» (551) императора Юстиниана I и постановлениях Второго Константинопольского собора (553). Оставаясь верным учению Халкидонского собора, Юстиниан сделал ряд существенных уступок нехалкидонитам. Так, император считал, что две природы во Христе нужно различать «словесно или созерцательно, а не как две различные вещи», как считал и лидер антихалкидонитов Севир Антиохийский. Также «Исповедание» признавало христологическую формулу Кирилла Александрийского «единая природа Бога Слова воплощенная» и придавало ей халкидонскую интерпретацию:

«Исповедуя это учение, мы в то же время принимаем и выражение св. Кирилла, учившего лишь об одной воплощённой природе Бога Слова […], поскольку всегда, когда отец говорил „единая природа Бога Слова воплощенная“ („μία φύσις τοῦ Θεοῦ Λόγου σεσαρκωμένη“), он использовал слово „природа“ вместо слова „ипостась“».
В VI веке христология Леонтия Иерусалимского позволила установить действительную связь между оросом Халкидонского собора и богословием Кирилла Александрийского. Термин «воипостасное», введённый в христологический дискурс VI—VII веков Иоанном Грамматиком Кесарийским и авторами «Леонтьевского корпуса», использовался сторонниками Халкидона для защиты дифизитской христологии и критики идей монофизитства.

### Умозрительное различение природ
Император Юстиниан, полемизируя с антихалкидонитами о количестве природ во Христе, в вопросе их различения сделал им существенную уступку. В частности, Юстиниан полагал, что две природы во Христе возможно различать только «словесно или созерцательно, а не как две различные вещи». После Халкидонского собора учение о мысленном различении природ во Христе стало развиваться в церквях, принявших его итоги. Идея о различении природ Христа «только в умозрении» выражена в седьмом анафематизме Второго Константинопольского собора (553), который отлучает тех, кто, исчисляя природы «в одном и том же Господе нашем Иисусе Христе Боге Слове воплотившемся, принимает их не в представлении только». Шестой Вселенский собор (680—681) одобрил догматическое послание папы римского Агафона (678—681), в котором говорится о различении природ «в представлении только» (лат. «contemplatione»).
В нехалкидонском богословии идею о различении природ Христа «только по примышлению» (греч. κατὰ τὴν ἐπίνοιαν) впервые выдвинул Севир Антиохийский. В богословии церквей дифизитской традиции (католическом и православном) понимание различения природ «только в умозрении» предполагает, что природы Христа объективно реально различны, но в силу их теснейшего ипостасного соединения и взаимопроникновения различие это не устанавливается непосредственно на опыте и постигается только усилием мысли. Понимание концепции «только в умозрении» в богословии Древневосточных церквей сводится к субъективному характеру различения, а именно: ум отвлечённо представляет и различает то, что в действительности не существует. По мнению российского патролога Олега Давыденкова, несмотря на сходство в терминологии, учение Севира и позиция послехалкидонских дифизитов не являются тождественными. Католический бельгийский патролог Андре де Аллё считал, что истинной целью седьмого анафематизма Второго Константинопольского собора было желание исключить мнение, «будто естества разделены и каждое имеет свою ипостась».
Французский православный богослов Жан-Клод Ларше критиковал совместные заявление богословского диалога между православными и дохалкидонскими церквями за утверждение, что природы Христа различаются «лишь умозрительно» (греч. τῇ θεωρίᾳ μόνῃ), которое подтвердили и православные участники диалога. По мнению Ларше, толкование выражения «лишь умозрительно» значительно отличается в халкидонской традиции и в традиции нехалкидонских церквей. Ларше считает, что в текстах совместных заявлений данного диалога восторжествовала именно нехалкидонская богословская трактовка этого выражения.

### Концепция сложной ипостаси
Для объяснения соотношения единичности и двойственности во Христе и с целью противостояния идее Севира Антиохийского о единой сложной природе Христа неохалкидонские богословы разработали идею единой сложной ипостаси (греч. μίαν ὑπόστασιν σύνθετον). В начале VI века такие халкидонитские авторы, как Леонтий Иерусалимский, император Юстиниан I, Евстафий Монах, Ефрем Антиохийский, писали о «сложном Христе». Юстиниан связывал формулу «единая сложная ипостась» с Халкидонским оросом о двух природах. По мнению неохалкидонских богословов, Бог Сын, воипостазируя человеческую природу, обладает полнотой Божества и человечества. Ипостась Логоса представляет собой одновременно ипостась для божественной и человеческой природ, являясь таким образом «сложной ипостасью».
В конечном счёте данная формула упомянута в вероопределении Пятого Вселенского собора (553) и вошла в четвёртый анафематизм собора. Концепция «сложной ипостаси» получила дальнейшее развитие в святоотеческом богословии VII и последующих веков благодаря деятельности Максима Исповедника, Иоанна Дамаскина, Софрония Иерусалимского, Анастасия Синаита.

### Теопасхизм
Поскольку все стороны признавали невозможность страдания Божественной природы, в период христологических споров остро встал вопрос, что считать субъектом страданий во Христе. В среде нехалкидонитов было принято считать, что на Кресте пострадал воплощённый Логос, что было выражено в добавлении антиохийского патриарха Петра Гнафея (471—488) к Трисвятому слов «распявшийся за нас»: «Святый Боже, Святый Крепкий, Святый Бессмертный, распныйся за ны, помилуй нас». Среди халкидонитов (особенно придерживавшихся антиохийской богословской традиции, к примеру, монахов-акимитов) было принято считать субъектом страданий Христа, плоть Логоса или человеческую природу Логоса, и отрицалась сама идея страданий, распятия и смерти Божества. Теопасхитские формулы присутствуют в доникейском богословии, творениях Григория Богослова, Энотиконе и в 12-м анафематизме Кирилла Александрийского против Нестория, в котором утверждается, что «Слово пострадало во плоти».
В начале VI века уже в халкидонской среде скифские монахи во главе с Иоанном Максенцием настаивали на важности теопасхитской формулы «один от Пресвятой Троицы пострадал». Иоанн Максенций настаивал на важности тождества Лица Христа с Лицом предвечного Бога Слова. Существенный вклад в халкидонское толкование этой формулы также внёс Леонтий Иерусалимский. Император Юстиниан I в своём «Исповедании веры» писал:

«Мы знаем, что Одного и Того же есть и чудеса, и страдания, которые Он претерпел волею во плоти. Ибо не иной есть Бог Слово, а иной — Христос пострадавший, но Один и Тот же единосущный Отцу по Божеству и Тот же единосущный нам по человечеству. Ибо Троица пребыла Троицей и после того, как Един от Троицы, Бог Слово, воплотился…».
Таким образом, православное понимание теопасхизма заключалось в признании того, что страдает человеческая природа Христа, но субъектом страданий всё же является Второе Лицо Троицы. В конечном итоге возобладала православная интерпретация теопасхитской формулы скифских монахов. Юстиниан I добился осуждения акимитов папой римским Иоанном II (533—535) и распустил все их монастыри (кроме Студийского).

## Реакция нехалкидонских церквей
Догматические определения Второго Константинопольского собора (533), основанные на неохалкидонской богословской концепции, не смогли стать основанием примирения дифизитов и антихалкидонитов. Нехалкидонские церковные структуры не приняли его решений. Полемически настроенные противники Халкидонского собора не желали компромиссов с халкидонитами и усматривали разницу между решениями Халкидонского и Второго Константинопольского соборов. Как писал богослов, патролог и церковный историк Иоанн Мейендорф, развитие неохалкидонской богословской мысли уже не могло примирить представителей сторон:

«Халкидонскому оросу предстояло дальнейшее развитие, произошедшее при Юстиниане. Но к этому времени примирение монофизитского населения Востока было уже невозможно — раскол зашёл слишком далеко».
В 565—571 годах император Юстин II осуществлял политику по примирению с нехалкидонитами на неохалкидонской богословской основе. В ходе этой политики был издан императорский эдикт, т. н. «Второй Энотикон» (предположительно в 571 году), в котором были использованы христологические формулы Кирилла Александрийского: «одна природа Бога Слова воплощенная» и различие природ «в умозрении» (греч. ἐν θεωρίᾳ) без их разделения, «Един от Святой Троицы пострадал», «Христос есть единство двух природ». Тем не менее епископы Сирийской церкви Иаков Барадей и Иоанн Эфесский, под давлением монашества, отвергли этот призыв к объединению.

### Севир Антиохийский и неохалкидонизм
Для Севира Антиохийского — основного богословского авторитета нехалкидонских Сирийской и Коптской церквей в вопросах христологии — попытки объединить Халкидонский орос и христологию Кирилла Александрийского стали одним из направлений полемического опровержения. Севир излагает собственную христологию в трактатах, направленных против Нифалия и Иоанна Грамматика Кесарийского. В богословском трактате «Слово к Нифалию» Севир показывает, что для него компромисс с Халкидоном невозможен ни на уровне идей, ни на уровне терминов. В своём фундаментальном богословском труде «Против нечестивого Грамматика», написанном, вероятнее всего, после изгнания с Антиохийской кафедры, Севир опровергает «Апологию Халкидонского собора» Иоанна Грамматика Кесарийского и представляет детально разработанную собственную христологическую систему. Также в ответ на флорилегий с 244 дифизитскими цитатами из сочинений Кирилла Александрийского Севир создал трактат «Филалет», в котором приводит миафизитские цитаты из трудов Кирилла и показывает александрийского святителя приверженцем идеи о единой природе Христа.
Маланкарский богослов В. Ч. Самуэль считает, что во время активной деятельности Севира неохалкидонизм находился в зачаточном состоянии, а защитники Халкидонского собора придерживались «строгого халкидонства». По мнению Самуэля, христологические взгляды Севира фактически совпадают с богословской мыслью позднего неохалкидонизма:

«Христология, сформулированная представителями „неохалкидонитства“, по существу соответствует той доктринальной позиции, которая была выработана Севиром в противостоянии последователям несторианской школы».

## Реакция Церкви Востока
Император Юстиниан надеялся восстановить церковное единство и с т. н. «несторианской» ветвью христианства — Церковью Востока. В 544 году католикос-патриарх Церкви Востока Мар Аба I (537/540—552) издал послание, в котором отвергалась идея «единой природы» («μία φύσις»). Хотя послание не носило острого полемического характера, восточно-сирийский католикос негативно реагирует на богословскую неохалкидонистскую линию Юстиниана. Решения, принятые на Втором Константинопольском соборе (553), с точки зрения Церкви Востока содержали ересь. В 562/563 году император Юстиниан I пригласил группу епископов Персидской церкви в Константинополь для обсуждения вероучительных вопросов.
На богословских собеседованиях с византийцами восточно-сирийские иерархи отстаивали христологическую формулу «две природы — две ипостаси», а ректор Нисибинской школы Авраам Бет-Раббанский в письме Юстиниану I отказался исключить из диптихов Церкви Востока имена Диодора Тарсийского, Феодора Мопсуестийского и Нестория. После богословских собеседований в Константинополе восточно-сирийские богословы укрепились в своём отвержении неохалкидонизма, который во многом способствовал осуждению «трёх глав» на Втором Константинопольском соборе 553 года. Таким образом, как отмечает российский исследователь Е. А. Заболотный, осуждение «трёх глав», теопасхитские формулы и богословские собеседования восточных сирийцев и византийцев в 562/563 году привели к крайне отрицательной реакции Церкви Востока на византийское неохалкидонское богословие.

## Значение и последствия
Как отмечают исследователи, неохалкидонская богословская мысль характеризовалась следующими идеями: умозрительное различение природ во Христе, ипостасное соединение, а также христологическими формулами: Христос «в двух природах», «Единосоставной, сложный (лат. compositus) Христос», «Один из Пресвятой Троицы» (лат. Umis de sancta Trinitate).
Усилия византийских императоров по объединению сторонников и противников Халкидонского собора на основе богословия неохалкидонизма не принесли ожидаемого результата. Тем не менее неохалкидонизм оказал значительное влияние на развитие православной христологии. Святые отцы последующего времени — Максим Исповедник, Анастасий Синаит, Иоанн Дамаскин — пользовались разработками неохалкидонского богословия. Теопасхизм привёл к тому, что дальнейшие богословские споры перешли от вопроса природы Христа к вопросам о его воле и действии. Ряд исследователей считает, что неохалкидонское учение VI века спровоцировало монофелитский раскол VII века. По мнению Иоанна Мейендорфа, неохалкидонская христология являлась не просто уступкой антихалкидонизму, а была результатом осознанного выбора, обусловленного богословскими и антропологическими причинами.